# 贝索佐
贝索佐（義大利語：Besozzo），是意大利瓦雷泽省的一个市镇。总面积13平方公里，人口9118人，人口密度701.4人/平方公里（2009年）。国家统计（ISTAT）代码为012013。